# Tabla Larga (Perú)
Tabla Larga es una localidad peruana ubicada en el distrito de Paramonga, perteneciente a la provincia de Barranca del departamento de Lima, en la costa central del Perú. 

## Ubicación
Tabla Larga se ubica al noroeste de la provincia de Barranca, en el distrito de Paramonga, en el departamento de Lima.

## Demografía
En 2017 Tabla Larga tenía una población de 10 habitantes.
| Gráfica de evolución demográfica de Tabla Larga entre 1993 y 2017 |
|                                                                   |
| Fuentes: Población 1993 y 2017                                    |